# Giovanni Grioli

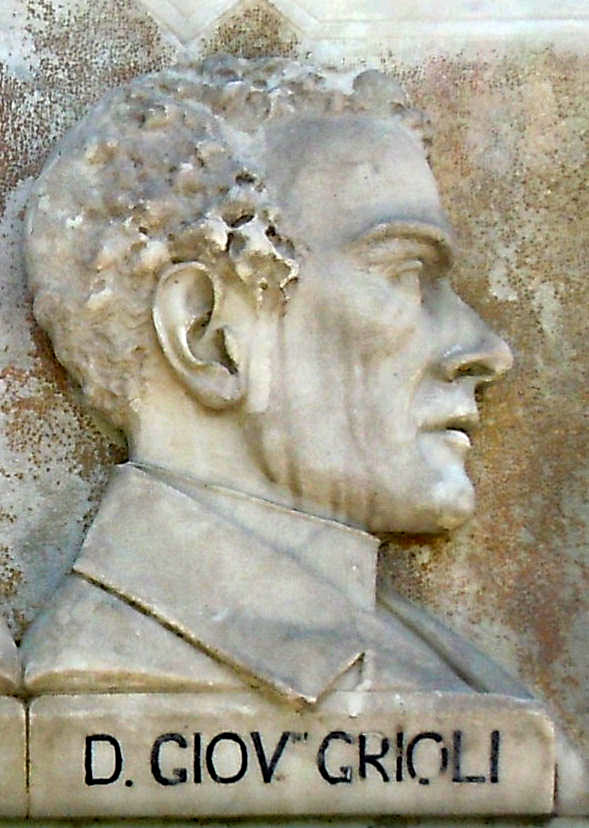
Giovanni Grioli, particolare del monumento a Belfiore

Giovanni Grioli (Mantova, 8 ottobre 1821 – Mantova, 5 novembre 1851) è stato un presbitero e patriota italiano, uno dei "Martiri di Belfiore".

## Biografia
Don Giovanni era curato e vicario nella parrocchia di Cerese. Il 26 marzo 1846, già ordinato diacono, era stato consacrato presbitero nella Cappella del Palazzo Vescovile di Verona. 
Giovanni Grioli, con il fratello Giuseppe, che sarà poi garibaldino e dopo il 1860 ufficiale dell'esercito italiano, partecipò alla cospirazione mazziniana che faceva riferimento a don Enrico Tazzoli.  Fu pretestuosamente accusato ed arrestato per aver sollecitato alla diserzione soldati ungheresi che erano impiegati in lavori forzati punitivi nel territorio della sua parrocchia. La successiva perquisizione della sua abitazione personale portò al rinvenimento di materiale stampato, finalizzato ad attività rivoluzionarie. Evidentemente, don Giovanni confessò il loro possesso e su queste basi fu condannato alla pena di morte il mattino e alle 16 dello stesso giorno, 5 novembre 1851, fucilato. Fu sepolto sulle rive del lago di Mantova, quello Superiore, a monte della città, in una valletta dal profetico nome di Belfiore.